# Жалсанова Пилжіт Бальжиївна
Пилжіт Бальжиївна Жалсанова (1923–1986) — передовик радянського сільського господарства, доярка колгоспу імені Карла Маркса Селенгінського аймака Бурятської АРСР, Герой Соціалістичної Праці (1959).

## Біографія
Народилася в 1923 році в улусі Ацула Іройської сомонної ради Селенгійського аймака Бурятії в селянській бурятській сім'ї. На початку війни закінчила курси трактористів і сім років відпрацювала на тракторі.
У 1949 році стала працювати на фермі дояркою колгоспу імені Карла Маркса. З початку 1950-х років були стабільні надої понад 4000 літрів молока від кожної корови в середньому за рік.
У 1958 році доярка Жалсанова зуміла домогтися високого надою — по 4589 літрів молока від кожної закріпленої корови в середньому за рік.
Указом Президії Верховної Ради СРСР від 3 липня 1959 року «за видатні виробничі досягнення і великий внесок, внесений в освоєння і впровадження нових прогресивних методів праці в промисловості і сільському господарстві Бурятської АРСР» Пилжіт Бальжиївні Жалсановій присвоєно звання Герой Соціалістичної Праці з врученням ордена Леніна і медалі «Серп і Молот».
Далі працювала в сільському господарстві. Неодноразово брала участь у виставках досягнень народного господарства. Брала участь у наставницькій роботі, передавала досвід новому поколінню тваринників. Була делегована на 3-й всесоюзний з'їзд колгоспників у 1969 році.

## Нагороди
- золота зірка «Серп і Молот» (03.07.1959);
- два ордени Леніна (03.07.1959);
- Медаль Материнства;
- інші медалі.